# Rosa Cotó i Xifreu
Rosa Cotó i Xifreu, coneguda com a Rosita Cotó (Barcelona, 25 d'octubre de 1892 – ?, 1967) fou una actriu de teatre i pionera de la ràdio.
Debutà en l'escena al teatre Principal amb la Companyia d'Enric Giménez. Al 1918 ja apareix com a primera actriu de la companyia de Rafael Calvo, i el 1919 de la Companyia de Torres-Sierra al Teatre de la Comedia. El 1926 forma part de la companyia del Teatre Íntim, d'Adrià Gual, representant El burgès gentilhome al Coliseu Pompeia. El 1928 s’incorporà a la companyia del teatre Romea.
L'any 1927 s’havia integrat en el quadre escènic de Ràdio Barcelona per fer-hi d’actriu i de rapsoda i en formà part al llarg de la dècada dels trenta. Rosa Cotó actuava com a actriu en els programes de divulgació teatral i literària, ja fos amb lectures que il·lustraven les conferències radiades o les sessions monogràfiques, com les dedicades a Josep Feliu Codina, Benito Pérez Galdós o Leandro Fernández de Moratín, entre d'altres. Des de finals dels anys vint intervingué en les emissions de ràdioteatre de l'emissora, interpretant obres de Frederic Soler -Pitarra-, Guimerà, Rusiñol, Ignasi Iglesias, Manuel Folch i Torres, i també dels germans Álvarez Quintero, Benavente, Arniches o Martínez Sierra. I també participà en l'emissió de contes radiats.
Des del 6 de novembre de 1931 posà en antena una revista radiofònica, «Activitats», en col·laboració amb l’actor Josep Miret. El programa, dirigit per Adrià Gual, referia i comentava la cultura artística i literària de Catalunya i les estrenes teatrals, i comptava amb col·laboradors com Josep Solevicens, Eduard Marquina o Manuel Folch i Torres. Fou separada de la ràdio després de la Guerra Civil.
Filla del músic empordanès Albert Cotó i Rosa Xifreu i Serra, és autora ella mateixa de dues sardanes: Ja ha arribat la primavera, estrenada el 1955, i Recordant als meus pares.